# Wstyd przed lataniem

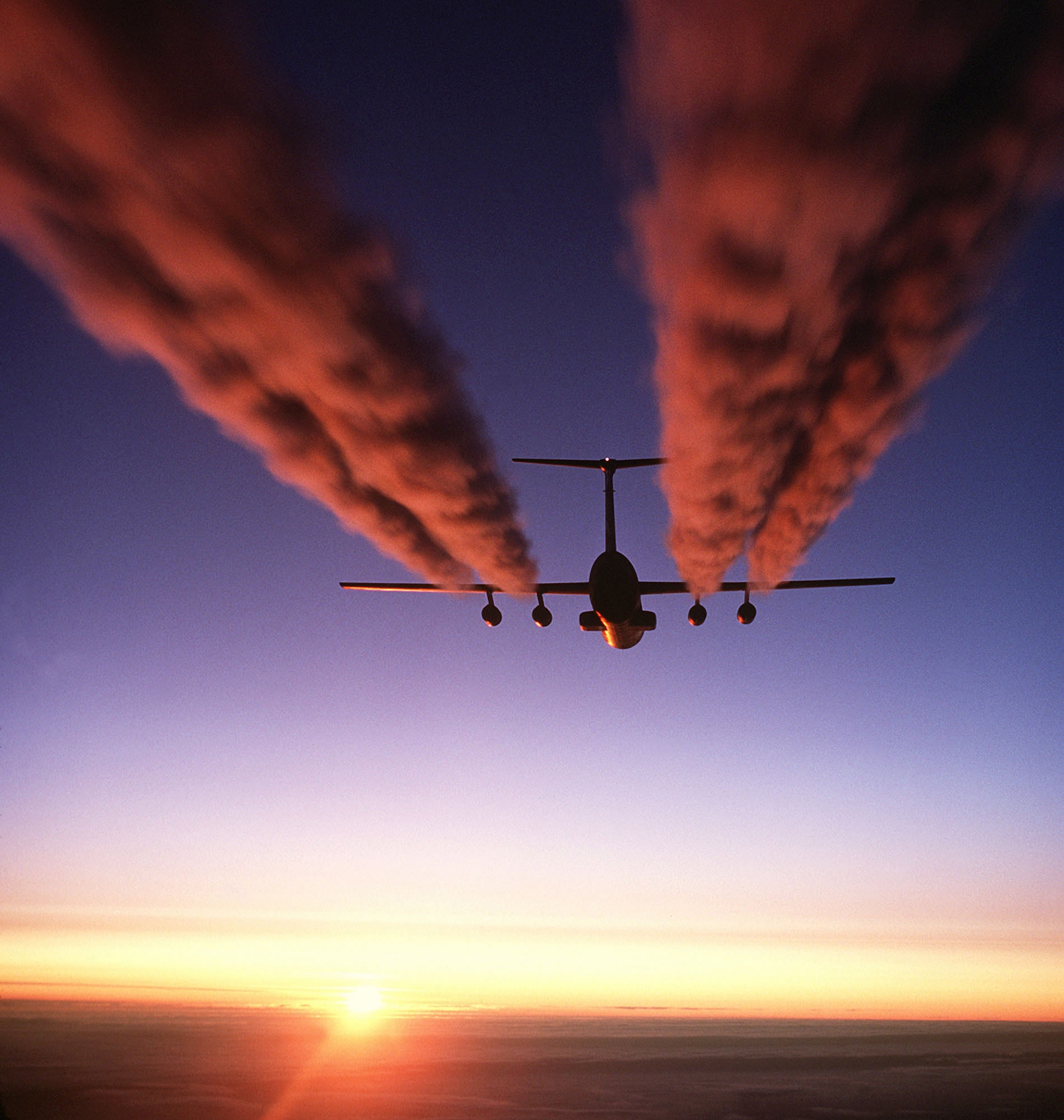
Smugi kondensacyjne wytworzone przez samolot Lockheed C-141 Starlifter

Wstyd przed lataniem, szw. flygskam, ang. flight shame – poczucie wstydu motywowanego względami ekologicznymi z tego powodu, że korzysta się z usług lotniczych zamiast używać bardziej ekologicznych środków transportu, np. kolei. Wskazuje się, że linie lotnicze są jednym z największych producentów dwutlenku węgla w Europie, np. Ryanair jest na dziesiątym miejscu pod względem produkcji CO2, a całkowita produkcja dwutlenku węgla przez linie lotnicze w roku 2019 wyniosła miliard ton i jest odpowiedzialna za 2% emisji CO2 do atmosfery. Przelot samolotem na długiej trasie (np. z Europy do Nowego Jorku) wiąże się z emisją 2–3 ton dwutlenku węgla w przeliczeniu na osobę i stanowi znaczącą część jej śladu węglowego w danym roku.

## Historia i przebieg
Znaczący wpływ lotów samolotowych na ślad węglowy osób korzystających z tej formy komunikacji jest znany od szeregu lat. Jako miejsce narodzin zjawiska określanego mianem „wstydu przed lataniem” wskazywana jest Szwecja, gdzie w roku 2019 przybrało ono formę ruchu opartego głównie, choć nie tylko, o media społecznościowe. Również samo pojęcie pojawiło się w Szwecji w roku 2017, gdy piosenkarz Staffan Lindberg zaapelował, by zrezygnować z samolotów, które przyczyniają się do pogarszania klimatu na Ziemi.
Wstyd jest motywowany przeświadczeniem, że podróży lotniczych nie należy uznawać za prawo, a jako przywilej, z którego można korzystać pod warunkiem niepogarszania środowiska naturalnego. Na zapotrzebowanie zareagował rząd Szwecji, który w marcu 2019 zapowiedział stworzenie sieci dalekobieżnych nocnych pociągów łączących kraj z miastami w środkowej Europie. W roku 2019 odnotowano spadek o 4% liczby osób korzystających z lotnisk w Szwecji: o ile w 2018 z lotnisk skorzystało 42 milionów osób, rok później było ich 40 milionów.

## Zjawisko w Europie i USA
Zjawisko wstydu przed lataniem występuje również w innych krajach, np. Holandii i Francji. Badanie ankietowe 6 tysięcy osób w różnych krajach Europy i USA przeprowadzone w maju 2019 wykazało, że 21% z nich zrezygnowało z podróży lotniczej w ciągu minionego roku z tego powodu. Na zjawisko reagują tacy przewoźnicy jak Lufthansa czy Air France. Francuskie linie Air France ogłosiły, że do roku 2021 ograniczą liczbę lotów krajowych o 15%. Holenderski KLM zaapelował do pasażerów, by na krótkich dystansach pasażerowie wybierali przejazd koleją. Działania promujące lub wprost zastępujące komunikację lotniczą połączeniami kolejowymi podejmują też władze samorządowe – np. władze Barcelony oczekują likwidacji połączeń lotniczych z miastami, do których można dotrzeć koleją dużych prędkości. Niechętnie do zjawiska odnosi się polski przewoźnik PLL LOT, który twierdzi, że jest to „pomysł środowisk lewicowych” i „lewicowy absurd”. 
Obserwatorzy przewidują, że zjawisko wstydu przed lataniem spowoduje co najmniej wzrost kosztów podróży lotniczych w porównaniu z obecnymi przewidywaniami w branży. Analitycy oczekują tylko w 2019 roku zmniejszenia o około połowę tempa wzrostu liczby pasażerów wcześniej spodziewanego w Europie i USA, co oznaczać może duże zmiany na rynku zamówień samolotów. Eksperci bankowi spodziewają się z tego tytułu istotnego zmniejszenia zysku producentów lotniczych (np. Airbusa o 2,8 mld euro w skali roku).

## Kompensowanie wstydu
Coraz liczniejsze linie lotnicze oferują możliwość wniesienia opłaty towarzyszącej cenie biletu lotniczego pozwalającej na skompensowanie wpływu emisji gazów cieplarnianych. Przykładowo za przelot z Nowego Jorku do San Francisco emisja wynosząca 0,9 tony może zostać przez pasażera zrównoważona wpłatą ok. 10 dolarów. Donacja ta przeznaczana jest na określony cel teoretycznie równoważący spowodowaną lotem emisję np. rozwój farm wiatrowych lub ochronę lasów. Lufthansa oferuje możliwość dobrowolnej wpłaty na zalesienia w Nikaragui lub umożliwienie zastosowania tzw. zrównoważonego paliwa samolotowego (Sustainable Aviation Fuel – SAF), pozwalającego na redukcję emisji o 80%, ale trzykrotnie droższego od kerozyny.
Część przewoźników deklaruje, że sama kompensuje negatywne skutki emisji gazów cieplarnianych (np. easyJet od listopada 2019, a Air France od 2020). Problemem jest to, że wydatki te są wielokrotnie mniejsze od kosztów emisji dwutlenku węgla (wynoszą np. w przypadku easyJet 3,5 euro na tonę emitowanych gazów przy kosztach kompensacji i szkodach obliczanych na 80 euro). Działania tych przewoźników określane są przez niektóre organizacje ekologiczne mianem „listka figowego”, tj. uważane są za przejaw zjawiska greenwashingu.